# Peruvasz
Peruvasz (vagy Peruva, hettita Pe-ru-u-u̯a, a szakirodalomban általában Peruwa, i. e. 18-17. század fordulója), talán Nesza királya, a neszai dokumentumokból ismert név. A név Peruvasz isten nevéből ered.
Tisztviselő volt Anittasz idején. Akkor, amikor Anittasz a rubā’um rabium (körülbelül nagyfejedelem) címet viselte, első tisztviselője, Peruvasz a rabi simmilti(m) (körülbelül lépcsőnagy) tisztséget töltötte be (OIP 27.49). A lépcsőnagyi cím éppen Anittasz ifjúkorából ismert először, mivel apja, Pithanasz idején ő volt a lépcsőnagy. A kutatók többsége ezért feltételezi, hogy Peruvasz is hercegi rangú volt, valószínűleg Anittasz fia.
Nem ismert Peruvasz további sorsa, vagy bármilyen más adat vele kapcsolatban. Neszában Anittaszt valószínűleg Tudhalijasz követte. A Calpa-szöveggel (CTH#3) vont párhuzamok alapján elképzelhető, hogy ifjabb fiúként valamelyik másik város kormányzóságát kapta később, esetleg Kusszaráét, mivel a neve királyi titulusokkal is feltűnik, mint Hakkarpilisz vagy Happi hercegek LUGAL címe.
Általában azonosnak tekintik a szintén Anittasz idejéből származó másik lépcsőnaggyal, Perva-kammalijasz (Perwa-kammaliya) bíróval. A Peruvasz név feltűnik egy asszír kereskedelmi levéltár tulajdonosaként is, azonban ez még nem publikált. Massimo Forlanini szerint a calpai Huccijasz veje, ismeretlen nevű leányának férje.

## Külső hivatkozások
- Hittites.info
- Kingdoms of Hittite
- Pálfi Zoltán: Területi együttműködés az óasszír kereskedelemben

| Előző uralkodó: Anittasz | hettita király uralkodása bizonytalan | Következő uralkodó: Tudhalijasz |